# Facebook
 (транскр.  Фејсбук) јесте амерички друштвени медиј на мрежи и услуга друштвеног умрежавања у власништву компаније Meta Platforms. Основао га је Марк Закерберг 4. фебруара 2004. с колегама студентима Колеџа Харвард и сустанарима Едуардом Саверином, Ендруом Маколумом, Дастином Московицем и Крисом Хјузом. Име му потиче од посебне врсте именика, званог књига лица (енгл. face book), који је садржао фотографије и имена универзитетских студената. Чланство је у почетку било ограничено на студенте Харварда, а постепено се проширивало на друге северноамеричке универзитете. Од 2006. чланови могу бити све особе старије од 13 година.
Закључно с 2020. Facebook је имао 2,8 милијарди месечно активних корисника и био је на седмом месту у глобалној употреби интернета. Био је мобилна апликација с највише преузимања десетих година 21. века. Његови корисници се могу придруживати у мреже које су организоване по градовима, радним местима, школама и регионима да би се повезали и комуницирали с другим људима. Корисници могу додавати пријатеље, слати им поруке, а могу и постављати нове податке на своје профиле ради обавештавања пријатеља. У неким земљама, као што су Сирија, Кина, Вијетнам и Иран, приступ Facebook-у је повремено блокиран.
Facebook-у се може приступити помоћу уређаја с могућношћу повезивања на интернет, попут личних рачунара, таблета и смартфона. Након регистрације, корисници могу направити профил ради објављивања података о себи. Они могу постављати текст, фотографије и мултимедијалну садржину који се деле са свим другим корисницима који су прихватили да буду њихови „пријатељи”. Осим тога, могуће је променити подешавањима приватности тако да објављени материјал буде јавно видљив. Корисници такође могу непосредно да комуницирају једни с другима помоћу Facebook Messenger-а, да се придруже групама корисника заједничког интересовања и да примају обавештења о активностима својих пријатеља и страница које прате.
Facebook је често тема извештавања о контроверзама. На пример, ту спадају проблеми у вези с корисничком приватношћу (попут скандала са фирмом Cambridge Analytica везаним за прикупљање података), политичка манипулација (попут оне током Председничких избора у САД 2016), психолошке последице попут зависности и ниског самопоуздања, садржина попут лажних вести и теорија завере, кршење ауторских права и говор мржње. Коментатори су оптужили Facebook за потпомагање ширења такве садржине. У посљедњој четвртини 2018. и првој четвртини 2019. откривено је 3 милијарде лажних налога Многи критичари доводе у питање да ли Facebook уопште зна колико стварних корисника има.

## Историја

### 2003–2006:Thefacebook, Thielova инвестиција и промена имена
Зукерберг је направио вебсајт имена „Facemash” 2003. док је похађао Универзитет Харвард. Сајт се може упоредити са Hot or Not, а користио је „слике компајлиране из онлајн фејсбука девет Кућа, стављајући две једну до друге истовремено и питајући кориснике да одаберу ’врелију’ особу”. Фејсмаш је привукао 450 посетилаца и 22.000 прегледа слика током прва четири сата. Сајт је послат на неколико групних лист-сервера кампуса, али је угашен неколико дана касније од стране администрације Харварда. Зукерберг се суочио са искључењем и оптужен је за нарушавање сигурности, кршење ауторских права и кршење индивидуалне приватности. Ултимативно, оптужбе су одбачене. Зукерберг је проширио овај пројекат тог семестра, стварајући алатку за социјалну студију пред финални испит из историје уметности. Све уметничке слике је отпремио на вебсајт, а сваку је пратила и секција с коментарима; потом је поделио сајт са својим колегама-студентима.
-{
Face book}- је студентски директориј са сликама и личним информацијама. Године 2003, Харвард је имао само папирну верзију уз приватне онлајн директорије. Зукерберг је рекао за Кримсон: „Свако је причао много о универзалном фејс буку на Харварду. ... Ја мислим да је то помало глупо да је требало Универзитету више година да то реши. Ја то могу да урадим боље него што они могу и ја то могу да урадим за недељу дана.” У јануару 2004, Зукерберг је испрограмирао нови вебсајт, познат као „ТхеФацебоок”, инспирисан Кримсоновим едиторијалом о Фејсмашу; изјавио је: „Јасно је да је технологија потребна за стварање централизованог вебсајта лако доступна ... користи је много.” Зукерберг се састао са студентом Харварда Едуардом Саверином и обојица су пристали да инвестирају 1.000 долара у сајт. Дана 4. фебруара 2004, Зукерберг је покренуо „TheFacebook”, оригинално на адреси thefacebook.com.

## Статистика
Ажурирано: 17. новембар 2024. године, десет Facebook налога са највише следбеника су:
| Ранк | Власник            | Пратилаца (милиони) | Активност         | Држава |
| ---- | ------------------ | ------------------- | ----------------- | ------ |
| 1    | Facebook           | 188                 | Друштвена мрежа   | САД    |
| 2    | Кристијано Роналдо | 170                 | Фудбалер          | ПОР    |
| 2    | Samsung            | 161                 | Производ и услуге | КОР    |
| 4    | Мистер Бин         | 141                 | Фиктивни лик      | УК     |
| 5    | 5-Minute Crafts    | 126                 | Интернет медиј    | КИП    |
| 6    | Шакира             | 123                 | Музичарка         | КОЛ    |
| 7    | CGTN               | 121                 | Државни медиј     | КИН    |
| 8    | ФК Реал Мадрид     | 121                 | Фудбалски клуб    | ШПА    |
| 9    | Лионел Меси        | 116                 | Фудбалер          | АРГ    |
| 10   | Вил Смит           | 115                 | Глумац            | САД    |